# Televisión en esperanto
Debido a la dispersión de sus hablantes, existe muy pocos experimentos de televisión en esperanto, una lengua planificada utilizada para la comunicación internacional.

## Internacia Televido
Internacia Televido (ITV, en castellano Televisión Internacional) era un canal de televisión a través de internet emitido en esperanto. El proyecto se inició en el 2003 a través del portal Ĝangalo.
Según los planes originales, la Internacia Televido funcionaría gracias al trabajo de 10 profesionales pagados. Entre las principales prioridades se encontraba la creación de un estudio propio, para la filmación de los programas. En los objetivos del canal se encontraban un informativo diario y muchos otros programas, que aparecerían como contenido de cuarto de hora, alternados diariamente durante 6 veces, todos los días, los 7 días de la semana. La idea fue ofrecer a los esperantistas de todo el mundo un verdadero canal de televisión, con programación diferente todos los días.
En febrero y marzo de 2004 Flavio Rebelo, redactor en jefe de Ĝangalo, viajó por Europa para promocionar el proyecto entre los esperantistas europeos. 
El 31 de julio de 2005, ITV empieza con un periodo de pruebas. A partir del 5 de noviembre del mismo año ITV comenzó sus emisiones regulares.
En abril de 2006 – debido a la falta de financiación – la ITV interrumpió sus emisiones mostrando solamente una página solicitando donaciones. Posteriormente, volvió a emitir con su programación habitual durante unos meses más.

## Otras televisiones en esperanto
Otras experiencias similares son Bildo-Televido, Kataluna InformServo Televida o Farbskatol', aunque esta última pueda recordar más a YouTube dado que no hay programación fija, sino que cada usuario elige el video y el momento.
La televisión de Białystok en Polonia dispone de una canal en esperanto, creado con motivo del Congreso Mundial de Esperanto que se celebró en esa ciudad el año 2009.

## Otros usos
La serie de ciencia ficción "Red Dwarf" utiliza carteles bilingües inglés-esperanto, para dar un aire futurista a sus decorados.